# Duttaphrynus parietalis
Duttaphrynus parietalis е вид земноводно от семейство Крастави жаби (Bufonidae). Видът е почти застрашен от изчезване.

## Разпространение
Видът е разпространен в Индия.